# 钱肃乐
钱肃乐（1606年—1648年），字希声，号止亭，一号虞孫，浙江宁波府鄞县（今浙江宁波市鄞州区）人，南明大臣，抗清人士。曾官太倉州知州。明亡後，隨魯王朱以海在南方抗清。

## 家世
瑞安訓導錢益忠第三子。曾祖錢鳳午，封禮部主事。祖父錢若賡，曾拜臨江府知府，因直言忤明神宗，冤獄三十七年之久，錢若賡之子錢敬忠願以身代，搶救父親，終於取得了神宗的同情，而釋放錢若賡。其家門第忠孝，聞名天下。錢肅樂九歲時寄呈所作文于獄中，錢若賡喜曰：「颺虞翁有孫矣！」故字曰「虞孫」。

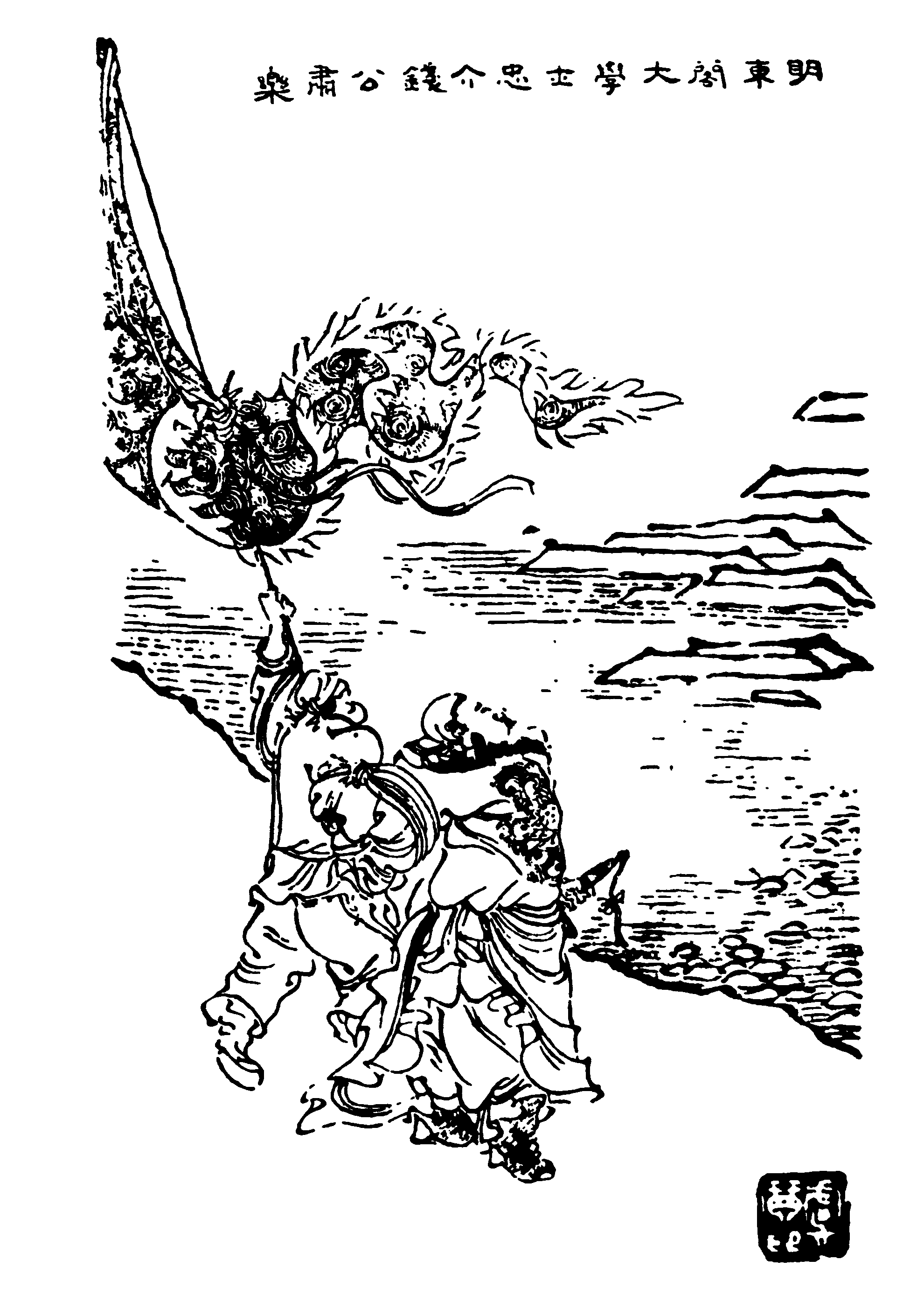
明東閣大學士忠介錢公肅樂（清代畫家虞琴所繪，出自《四明人鑑》）

## 生平
崇禎九年丙子科舉人，十年（1637年）联登丁丑科二甲十四名進士，都察院觀政，授太倉州知州，嘗攝崑山、崇明二縣，為官清正廉潔，受民擁戴。十五年擢刑部山東司員外郎，尋丁内外艱。
弘光元年（1645年），清兵大举南下，连续攻克揚州府、嘉定、杭州府等南方重要城池。当时钱肃乐身患重病，仍参加贡生董志宁、秀才王家勤、张梦锡、华夏、陆宇鼎、毛聚奎六人（时称“六狂生”）倡导的抗清集会，并被一致推举为抗清义军首领。
監國魯元年（1646年），浙、闽相继失守，钱肃乐跟随鲁王朱以海转战东南沿海诸岛屿。曾力辞吏部尚书，理户部之职。拜为兵部尚书。
監國魯三年（1648年），钱肃乐病逝於琅岐，遗体被安葬于福清县黄蘖山麓。鲁王闻讯，大为震悼，赐九坛，制文祭之，追赠太保、吏部尚书，谥忠介。
錢肅樂起兵時，同產弟從軍者四人，從子一人，又族弟三人曰肅文、肅度、肅繡。
- 第四弟錢肅圖，字肇一，學者稱為退山先生，累官監察御史。輾轉患難中，為保全宗祀計，五十九歲始舉一子，為錢肅樂後。
- 第五弟錢肅範，字錫九，與兄錢肅圖同入劉中藻軍幕，清軍攻福寧，城陷被執死之。
- 第七弟錢肅遴，字兼三，入張煌言軍中，己亥預長江之役，自江寧之師歸，挈妻亡命崑山，亦以佯狂死。其妻鮑氏有苦節。
- 第九弟錢肅典，丙申赴義死。
- 第十弟錢肅采，字子亮，乙酉年方十二，在軍中。後東西奔走，所至授村童以自給。甲寅卒于淮上。
- 從弟錢光繡，字聖月，錢敬忠少子，明亡自硤石歸甬上，構莖薤菴，闢裓園，築歸來閣，與里中遺民為耆社，感懷家國，漸以憔悴，遂成心疾，竟以憤悶失意自裁。著有《從墓堂詩文集》。
- 錢肅繡，字文卿，錢肅樂同七世祖弟，世所稱「錢八将軍」者也。力可扼虎，射命中，飲酒可数斗，飲愈醉，胆愈壯。官至參將。兵解之後，掩關不出，日痛飲，鬱鬱而卒。

## 著作
- 《正氣堂集》
- 《越中集》
- 《南集》

以上著作因戰亂已佚。
钱肃乐的诗文被汇编成《錢忠介公文集》行世。

## 遗迹

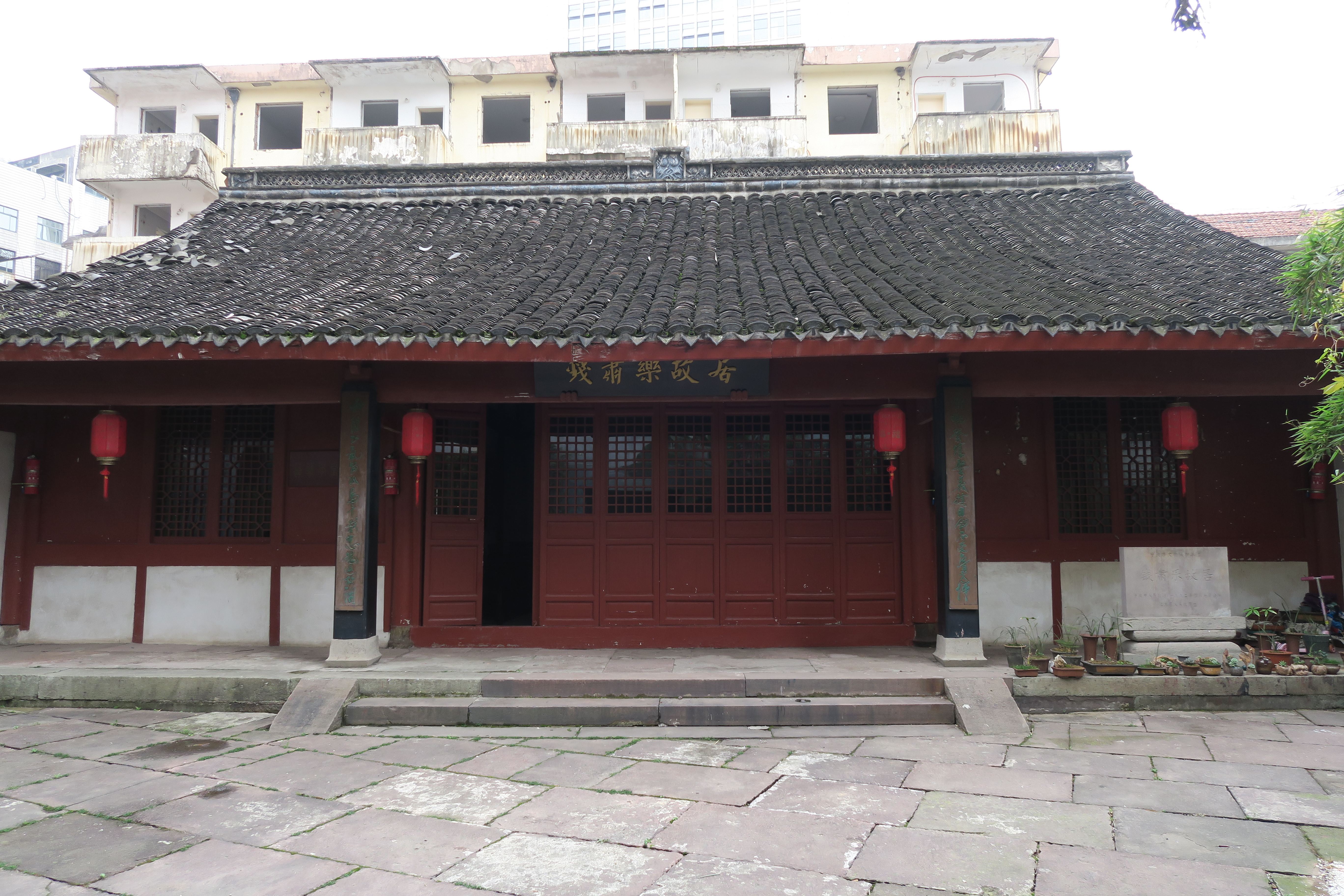
宁波钱肃乐故居

- 福清县黄蘖山麓钱肃乐墓，碑文“大明孤臣”四大字。
- 宁波县学街建有“钱张两公祠”，并有街道被命名为忠介街。
- 宁波鄞州潜龙巷钱肃乐故居，建于明嘉靖年间，1983年文物普查时发现。